# La Pobla de Benifassà
La Pobla de Benifassà és un municipi del País Valencià situat a la comarca del Baix Maestrat. El seu territori abasta la major part de la Tinença de Benifassà.

## Geografia
La Pobla de Benifassà té un terme extens, molt esquerp i muntanyós, dominat per les muntanyes de Benifassà, una serra amb gran valor botànic i faunístic (cabres salvatges, voltors, falcons, rossinyols, etc.), travessat pels rius de la Canal, de l'Empedrada i Sénia, molt maltractat, segons denuncien els ecologistes de la comarca, per obres realitzades per la Confederació Hidrogràfica del Xúquer, especialment a la zona de la Font de la Peinare on han obert camins per facilitar l'accés als pescadors esportius que hi acudeixen a la pesca de la truita. Els paratges més destacables són, a banda dels boscs de pi, alzina, carrasca, faig, etc., els barrancs de la Tenalla, l'Avellana, el Salt, La Fou, La Pica i Bel; el pantà d'Ulldecona; les fonts de Lluny, de la Caritat, de Boixar, de la Roca i de Coratxà; el Tossal dels Tres Reis, a Fredes (1.356); el Racó dels Presseguers; el Portell de l'Infern, i la cova de l'Àngel.

## Etimologia
Sanchis Guarner va determinar la grafia segons la pronúncia de la gent dels Ports, la mateixa Tinença de Benifassà i el Maestrat, això és, la no articulació de la -r final. L'estudiós recull també mostres d'antigues grafies, per exemple, la que apareix en l'Spill de Jaume Roig: "Per la fredor/ molt me cansà/ Benifaçà/ e Vallivana".

### Municipis limítrofs
Limita amb Castell de Cabres i Rossell al Baix Maestrat, Vallibona a la comarca dels Ports, Pena-roja i Vall-de-roures a la comarca aragonesa del Matarranya i la Sénia a la comarca catalana del Montsià.

### Nuclis de Població
- el Ballestar
- el Boixar
- Convent de Benifassà
- Coratxà
- Fredes
- Mangraner
- Mas del Molí de l'Abat
- la Pobla de Benifassà
- Sant Pere

## Història
La Tinença o Setena de Benifassà està formada per set localitats del Ballestar, Bel, Boixar, Castell de Cabres, Coratxà, Fredes, i la Pobla de Benifassà. Va pertànyer en feu a l'Abat del Monestir, actualment ocupat per monges cartoixes de l'Orde de Sant Bru únic a Espanya.

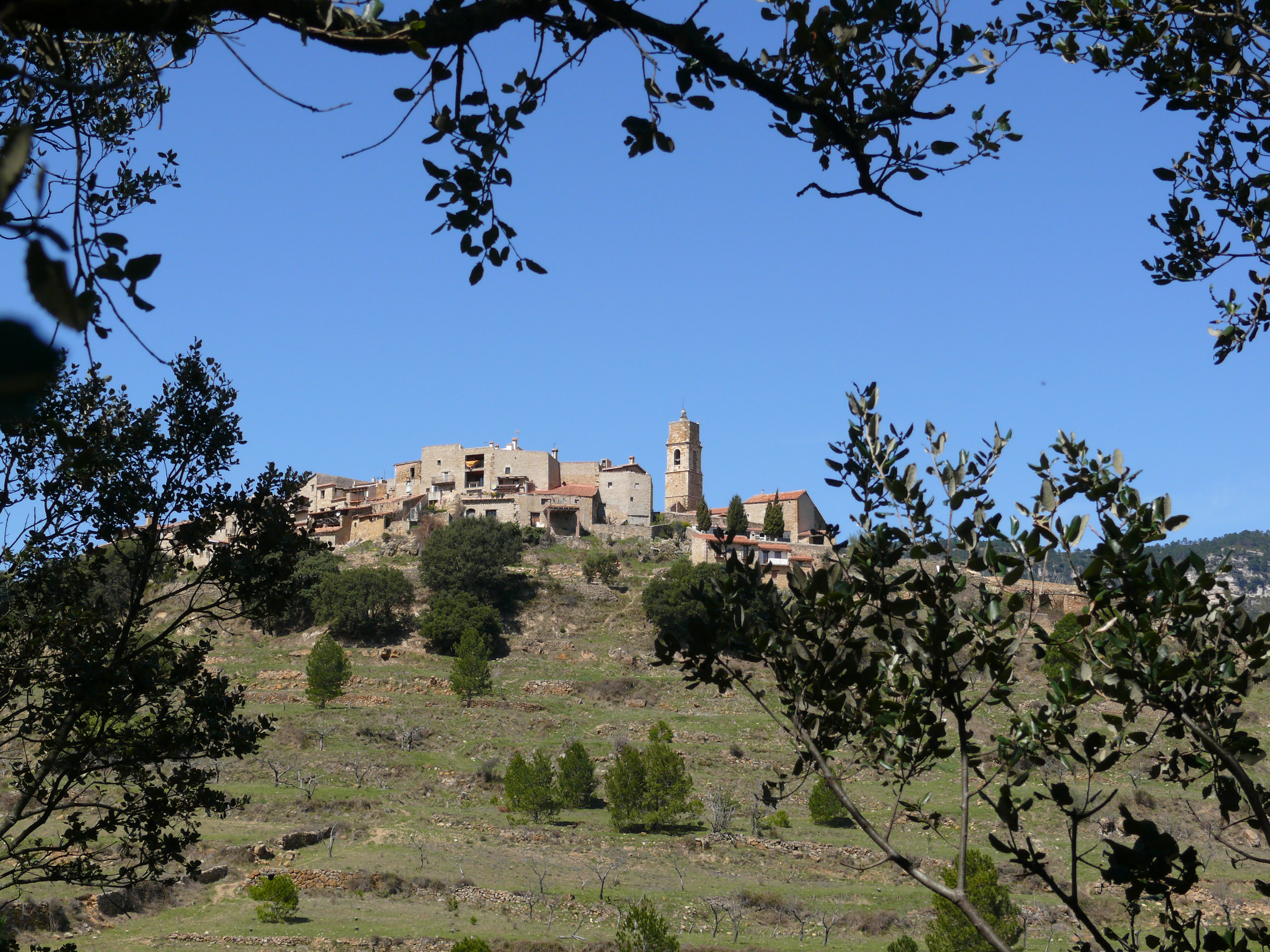
Vista del Ballestar

Durant l'època musulmana la vida dels seus habitants es desenvolupava a recer del castell de Beni Hassan, que fou conquerit per Jaume I (1208-1276), el qual ordenà construir el primer monestir del Cister al País Valencià; fou l'abat del monestir, Berenguer de Concavella, amb una carta pobla de l'11 de gener del 1261, sobre els llogarets de Bel·loc i Albari, qui va fundar el poble que històricament es mantingué dintre de la Tinença de Benifassà.

### la Pobla
Va ser fundada per l'abat Berenguer de Concavella amb una carta pobla, la de l'11 de gener de 1261, sobre els llogarets de Bel·loc i Albari. En el seu terme es troben les restes del monestir de Benifassà, fundat per monjos del Monestir de Poblet en 1233 i que en 1250 ja era un dels grans senyorius eclesiàstics valencians medievals. També es troba en el seu terme el poblat de Mangraner, la carta pobla del qual és de 4 de maig de 1269.

### el Boixar

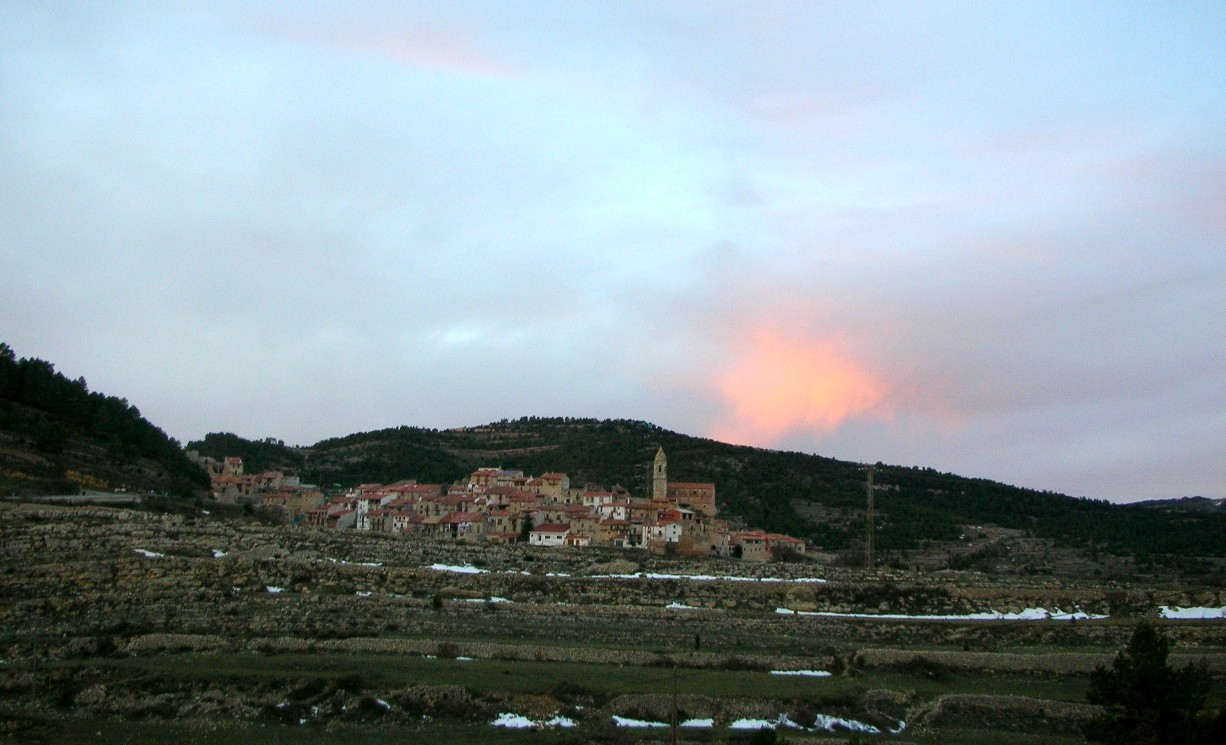
Vista del Boixar

Pedania de la Pobla de Benifassà que també va pertànyer a la Tinençia de Benifassà, ja que, després de la conquesta cristiana del segle xiii, era patrimoni del monestir homònim. El 15 de març de 1236, Blasc d'Alagó va realitzar una primera repoblació juntament amb Fredes, atorgant carta pobla a favor de Domènec Berenguer. En 1463 va quedar totalment despoblada a conseqüència de la guerra civil de Catalunya. És molt interessant el Llibre d'Establiments que arreplega els acords municipals sobre ús del terme. Va ser zona d'actuació carlista durant el segle xix.

### Fredes

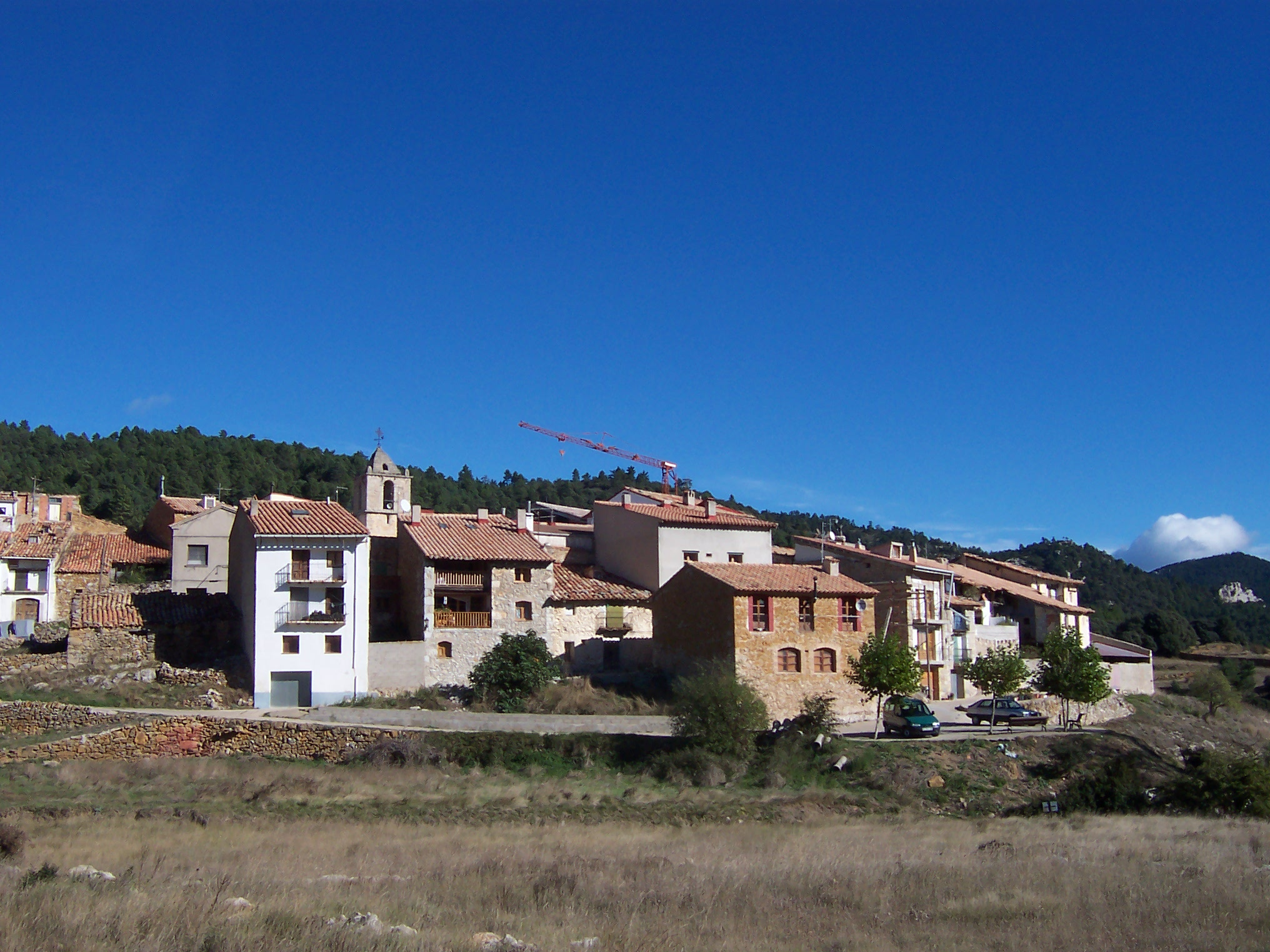
Vista de Fredes

És el poble més septentrional del País Valencià i es troba a 1.090 m d'altitud. Històricament, va formar part de la Tinença de Benifassà, per pertànyer des del segle xiii al senyoriu del monestir homònim. Va rebre una primera carta pobla de Blasc d'Alagó el 15 de març de 1236, juntament amb el Boixar, i una definitiva de l'abat del monestir en 1266, amb unes exigències molt dures que incloïen partició de la collita. Va ser abandonat durant la guerra de Catalunya en 1463, i també en temps de Felip IV quan es va produir la invasió francesa de Catalunya. Va ser zona de control carlista durant el segle xix. El 1977 va ser annexionat a la Pobla de Benifassà. En el seu terme es troba el cim del Tossal dels tres Reis (1.356 m). Al sortir de Fredes es troba l'antic monestir de Santa Maria de Benifassà, el primer que es va fundar al Regne de València. El primer edifici es va construir en la muntanya de Santa Escolàstica, en la qual es va establir una comunitat cistercenca procedent del Monestir de Poblet, en 1233, aprofitant el castell que els musulmans anomenaven de Beni-Hazà. En 1250 els monjos es van traslladar a les noves dependències, situades en el pla situat al costat del castell, amb la qual cosa va quedar abandonat. L'església va ser acabada en 1276 i a partir d'aquí el monestir ha passat per diverses vicissituds, amb èpoques d'esplendor i altres de penúries, fins que les guerres de la Independència i de Successió van acabar arruïnant-lo. Després de l'exclaustració de 1834 va ser ocupat pels carlistes, i Cabrera va convertir-ne les dependències en hospital de sang i camp de concentració. Tot això va ser causa de dispersió i pèrdua dels tresors que posseïa, com per exemple el primer manuscrit del Llibre dels Furs. El 1931 va ser declarat Monument Nacional. Actualment és propietat de l'orde de Sant Bru, que va establir la primera cartoixa femenina d'Espanya, després de la reconstrucció realitzada per la Diputació de Castelló.

## Demografia
| Evolució demogràfica (des de 1877) Censos de població | Evolució demogràfica (des de 1877) Censos de població | Evolució demogràfica (des de 1877) Censos de població |
| ----------------------------------------------------- | ----------------------------------------------------- | ----------------------------------------------------- |
|                                                       |                                                       |                                                       |
|                                                       |                                                       |                                                       |
|                                                       | Font: Institut Nacional d'Estadística                 |                                                       |

| Població | 269 | 254 | 243 | 228 | 256 | 246 | 252 | 263 | 299 | 296 | 283 | 316 | 290 | 254 | 213 |

Distribució de la població entre els diferents nuclis:
| Entitat de població    | Habitants (2013) |
| ---------------------- | ---------------- |
| La Pobla               | 111              |
| Fredes                 | 39               |
| El Ballestar           | 37               |
| Coratxà                | 22               |
| El Boixar              | 18               |
| Convent de Benifassà   | 11               |
| Mas del Molí de l'Abat | 9                |
| Sant Pere              | 4                |
| Mangraner              | 3                |

## Alcaldia
Des de 2015 l'alcalde de la Pobla de Benifassà és David Gil Ventaja del Partit Popular (PP).
| Període                       | Alcalde o alcaldessa  | Partit polític | Data de possessió | Observacions |
| ----------------------------- | --------------------- | -------------- | ----------------- | ------------ |
| 1979–1983                     | Vicente Adell Adell   | UCD            | 19/04/1979        | --           |
| 1983–1987                     | José Ramón Royo Giner | PSPV-PSOE      | 28/05/1983        | --           |
| 1987–1991                     | José Ramón Royo Giner | PSPV-PSOE      | 30/06/1987        | --           |
| 1991–1995                     | José Ramón Royo Giner | PSPV-PSOE      | 15/06/1991        | --           |
| 1995–1999                     | José Ramón Royo Giner | PSPV-PSOE      | 17/06/1995        | --           |
| 1999–2003                     | José García Diana     | PP             | 03/07/1999        | --           |
| 2003–2007                     | José García Diana     | PP             | 14/06/2003        | --           |
| 2007–2011                     | Víctor Gargallo Bel   | PSD            | 16/06/2007        | --           |
| 2011–2015                     | Víctor Gargallo Bel   | PP             | 11/06/2011        | --           |
| 2015–2019                     | David Gil Ventaja     | PP             | 13/06/2015        | --           |
| 2019-2023                     | David Gil Ventaja     | PP             | 15/06/2019        | --           |
| Des de 2023                   | David Gil Ventaja     | PP             | 17/06/2023        | --           |
| Fonts: Generalitat Valenciana |                       |                |                   |              |

## Economia
Les activitats econòmiques són la ramaderia i la restauració.

## Monuments

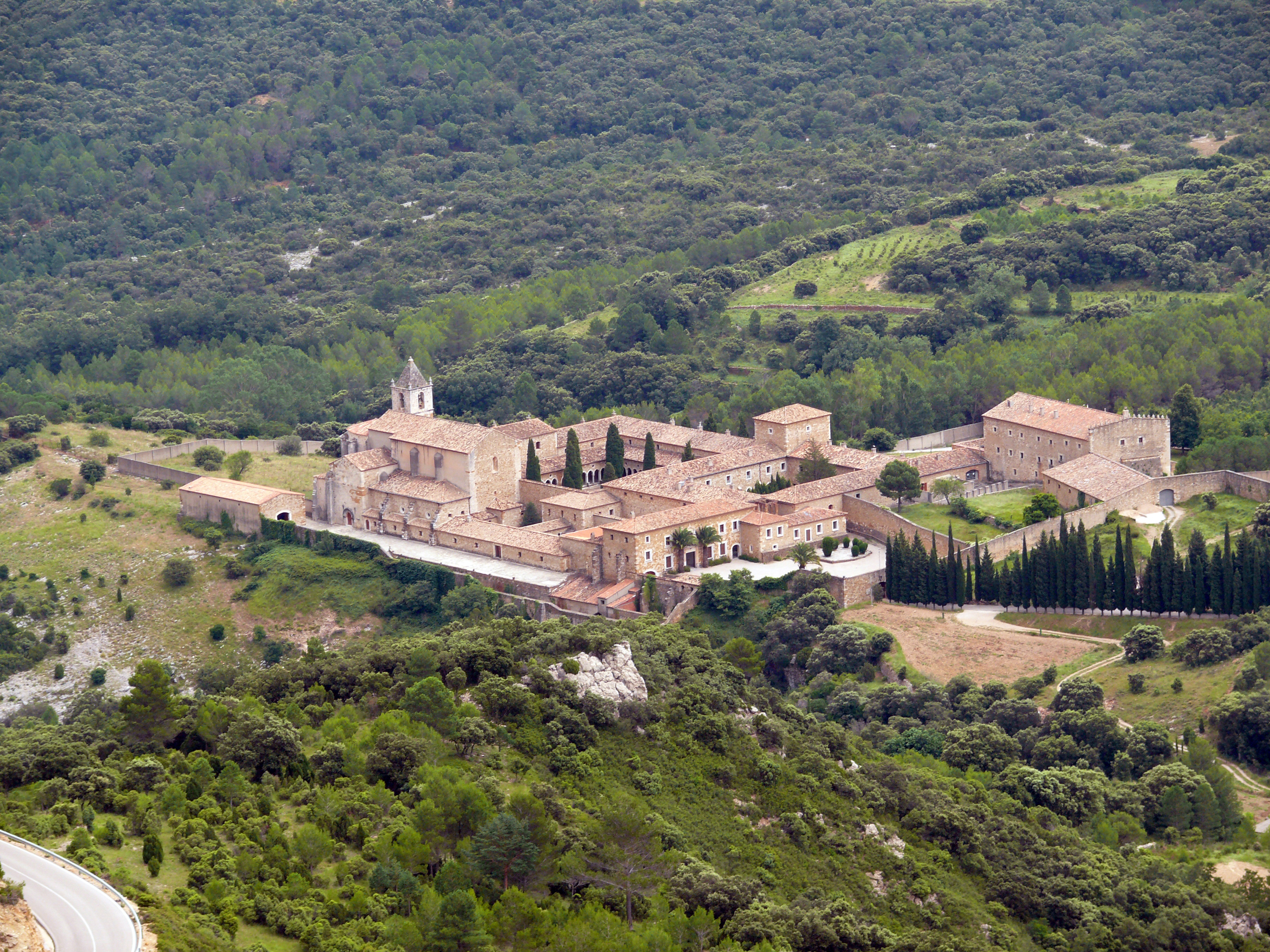
Convent de Santa Maria de Benifassà

### Monuments religiosos
- Reial Convent de Santa Maria de Benifassà. Del segle xiii. D'estil gòtic cistercenc. Monument Nacional des de 1931. Actualment ocupat per monges de Sant Bru, es troba en perfecte estat de conservació. És el primer que es va fundar en terres valencianes.
- Església de l'Assumpció del Boixar. Construïda al segle xviii.
- Església de Sant Pere. També coneguda com a Església de l'Assumpció, data del segle xiii, tot i que al llarg de la seua història ha patit diverses remodelacions.
- Església del Salvador del Bellestar. Situada al Bellestar, fou construïda al segle xiii.
- Església de Sant Jaume de Coratxà.
- Església dels Sants de la Pedra Abdó i Senent. Situada a Fredes.
- Ermita de la Trinitat. Construïda el 1854, se situa en el paratge de les Vinyes.

### Monuments civils
- Castell de Beni-Hazà. Castell musulmà sobre el qual es fundà el monestir i del qual romanen restes escasses, dintre del monestir.
- Castell del Boixar. D'origen musulmà, fou destruït durant la conquesta cristiana.
- Ajuntament. Construït sobre un dels casalots nobiliaris que omplin el poble.

## Llocs d'interés natural
- Cova dels Rosegadors. Alberga pintures rupestres.
- Tossal del Rei. Muntanya de 1.350 metres, situada a la part meridional del Massís dels Ports, al trifini de Catalunya, País Valencià i Aragó.[4]
- Salt de Robert. Salt d'aigua intermitent situat a la Tinença de Benifassà.
- Portal de l'Infern.
- Cova de l'Àngel.

Així mateix, al terme de la Pobla de Benifassà hi ha les microrreserves de flora següents: Molí de l'Abat, Tossal de Mitjavila, Punta de Solà d'En Brull, Font de l'Ombria, Salt de Robert, Mas del Peraire, Tossal d'en Cervera, Carrascal del Mas del Peraire, Racó dels Presseguers i Pouet de Fèlix.

## Festes i celebracions
- Els Apostols de Fredes. Segon cap de setmana d'agost.
- Sant Bernabé del Boixar. L'11 de juny.
- Sant Jaume del Coratxar. El 21 de juny.
- Sant Salvador del Ballestar. El 6 d'agost.
- L'Assumpció de la Pobla. El 15 d'agost
- Sant Antoni de la Pobla. El 17 de gener amb foguera.